# 白翅傘鳥
白翅傘鳥（Xipholena atropurpurea）是巴西特有的一種傘鳥。牠們棲息在亞熱帶或熱帶的低地潮濕森林，但受到失去棲息地的威脅。

## 外部連結
- BirdLife Species Factsheet. （页面存档备份，存于）